# Брахашештиј де Сус (Галац)
Брахашештиј де Сус (рум. Brăhăşeştii de Sus) насеље је у Румунији у округу Галац. Oпштина се налази на надморској висини од 117 m.

## Становништво
Према подацима из 2011. године у насељу је живело 7692 становника.